# Basilica del Corpus Domini (Maddaloni)
La basilica del Corpus Domini è il principale luogo di culto cattolico di Maddaloni, in Provincia di Caserta.

## Storia
La chiesa del Corpus Domini, che è stata elevata a Basilica minore in data 22 giugno 2003, è una delle chiese più importanti della città. Essa si trova nella zona dell'Uliveto, all'ombra del castello medievale, tra l'attuale Piazza Umberto I e Piazza Giacinto De Sivo, nell'antica “Piazza Grande”. L'idea di costruirla nacque durante un'adunanza di confratelli che officiavano nella parrocchia di San Benedetto per accompagnare in processione il Santissimo Sacramento. Il Priore Rinaldo Tennerelli, nobile maddalonese, donò il 12 settembre del 1546 alla Basilica di San Giovanni in Laterano a Roma, mezzo moggio di terreno per edificare una cappella, che avesse i medesimi privilegi della stessa. Papa Paolo III, al secolo Alessandro Farnese, felice dell'iniziativa, delegò l'Università di Maddaloni a realizzare una cappella ed in cambio esigeva dei ceri da portare a Roma il giorno di San Giovanni. Dopo la morte del Tennerelli, avvenuta nel 1567, si ebbe il bisogno di costruire la chiesa più ampia che soddisfacesse le esigenze dei cittadini tanto che furono tolti alla mensa vescovile parte di un terreno ortolizio. 
Dell'antica chiesa, non vi è traccia, se non quella che si può ammirare nella predella della tavola di Cristo Portacroce, realizzata dall'artista maddalonese Pompeo Landolfo, nella quale si vede l'antica cappellina, la chiesa dell'Annunziata e forse il funerale del fondatore Rinaldo Tennerelli, preceduto dai confratelli incappucciati.
Essendosi dimostrata insufficiente ad accogliere le sempre più numerose assemblee dei fedeli, i Governatori  e gli Economi della chiesa pensarono di ricostruirla dalle fondamenta. I lavori, condotti tra il 1721 e il 1780/90, terminarono con la costruzione del campanile realizzato da Orazio da Salerno. Per poter completare tutti i lavori, si ebbe il bisogno di vendere alcune proprietà della chiesa e la Sacra congregazione dei Riti di Roma ne dovette dare l'assenso. Secondo Giovanna Sardella studiosa di Maddaloni, Antonio Canevari, architetto reale romano, avrebbe avuto un ruolo molto importante come progettista della chiesa settecentesca come lo ebbe per la chiesa dei Cappuccini, oggi Padri Oblati. Il maestro stuccatore, il napoletano Michele Santullo fece tutte le decorazioni interne e con Antonio Di Lucca, maestro marmoraro napoletano, realizzò anche i portali e la messa in opera degli stemmi sulla facciata principale. La chiesa fu consacrata dal Vescovo Gennaro Albertini, molto amico di Sant'Alfonso Maria de' Liguori, nel 1765 alla presenza di molti fedeli, dei Governatori e degli Eletti dell'Università di cui la chiesa era compatrona.Nel tempo, la chiesa ha subito altri restauri, ultimo quello dopo il terremoto del 1980 da parte della Soprintendenza ai Beni culturali di Caserta. 
Un furto, avvenuto nel luglio del 1992, ha privato la chiesa di opere pregevoli dell'artista manierista Landolfo (il Cristo Portacroce, la Madonna del Carmine e la Deposizione) e la tavola della Madonna della Misericordia (quest'ultima opera attribuita a Fabrizio Santafede). Al loro posto, l'ex parroco, Monsignore Cesare Scarpa, ha collocato delle riproduzioni fotografiche.

## Descrizione
Il tempio ha due ingressi: una porta principale, a cui si accede attraverso tre gradini di marmo, una secondaria laterale, a cui si accede attraverso sette gradini di marmo. 
Nel suo impianto architettonico, la chiesa si presenta a navata unica con cappelle laterali, Intersecata da un transetto, tanto da formare la croce latina. All'interno, l'alta cupola, sorretta da quattro archi, è illuminata da otto finestroni; la volta è a botte ed è rivestita di stucco. Sull'architrave della porta principale, è posta la statua  in stucco di San Giovanni Battista tra due angeli sedenti. Una grande statua rappresentante il Cristo è posta dietro la porta grande a ricordo del grande Giubileo del 2000. Acquasantiere di marmo, del XVIII sec. a forma di conchiglia, sono ai lati delle navate.
Due preziosi organi sono sormontati da due Angeli sedenti con il calice in una mano e con una tromba nell'altra, in corrispondenza dell'organo, alla parte destra, sotto l'arco trionfale, il bassorilievo tombale di Rinaldo Tennerelli in abiti di priore, secondo l'usanza del tempo.
Ampio è il presbiterio con pavimentazione di marmo. A conclusione dello spazio presbiteriale, secondo le nuove norme ecclesiali, è posta la mensa per celebrare la Santa Messa. Segue l'Altare maggiore, ricco di marmi pregiati; progettato nel 1762 dall'architetto reale Luigi Vanvitelli e realizzato dal maestro marmoraro napoletano Antonio Di Lucca. Il costo dell'altare fu di 2.946 ducati e 77 grana. Gli indoratori furono Domenico Fiore e Nicola Fornaio. Alle due estremità dei bracci del transetto sono i due altari realizzati nel 1775 sempre dal Di Lucca. Essi, simili agli altari della Basilica dello Spirito Santo di Napoli, sono sobri proprio per far emergere lo splendore dell'Altare Vanvitelliano. Un Crocifisso ligneo e la statua della Madonna dell'Ancora della Salvezza (“Madonna della Speranza”) del XVIII sec. sono ai lati dell'Altare.
Dietro l'Altare Maggiore è collocato il coro ligneo, fatto restaurare e posto nel luogo originario dall'ex parroco Mons. Scarpa. Il coro ligneo, composto da due livelli di sedili, di cui trentuno nella zona alta e diciotto nella parte bassa, fu realizzato dai maestri falegnami Gioacchino Mozzarella e Nicola Grauso nel 1761, che realizzarono tutti gli arredi lignei della chiesa e della sagrestia. Posta sopra l'Altare Maggiore, ammiriamo la grande pala dell'Ultima Cena, con riquadri più piccoli che raffigurano scene della Passione di Cristo. Anche questa opera fu realizzata dall'artista Landolfo. Sull'Altare del transetto destro è posta la tavola dello Sposalizio della Vergine. Tra tanti personaggi che affollano la scena, si nota lo stesso Landolfo. Sul lato destro, un'altra opera del Landolfo, proveniente dall'antica chiesa di Sant'Aniello, La Madonna col Bambino tra i Santi Pietro, Donato e Aniello. Sull'Altare del transetto sinistro è posta la tavola della Madonna dell'Arco con Santi Francescani, sempre del Landolfo. Si trovano nel medesimo transetto una teca del XIX e XX sec. che ospita la statua dell'Arcangelo Michele nei festeggiamenti di settembre (in quanto Santo patrono della città di Maddaloni) e un dipinto, di autore ignoto, del XVII-XVIII sec.

## Cappelle laterali
Navata sinistra
1. La navata sinistra si apre con la cappellina detta dell'Ecce Homo, dove si può notare l'unico altare in muratura esistente.
2. Segue la cappella detta degli Iorio, dove troviamo la tavola della Madonna delle Anime Purganti dell'artista fiorentino Giovanni Balducci del XVII sec. La Madonna, col Bambino tra le braccia, è circondata da Angeli; in basso, con le braccia protesi verso la Vergine, vi sono le Anime Purganti.
3. Nella successiva, detta dei Visitapoveri, vi è stata collocata la copia della tavola del Cristo Portacroce tra i simboli della Passione. Vi sono conservate, inoltre, le statue lignee del XVII e XVIII sec. di Santa Apollonia, con la tenaglia nella mano destra, simbolo del suo martirio, Santa Lucia, protettrice della vista, Sant'Aniello, monaco basiliano e San Giuseppe con il Bambino Gesù tra le braccia.
4. Nella cappella dei Mazzoni, la successiva anch'essa depauperata dal furto, la copia della Madonna col Bambino e Santa Caterina d'Alessandria.

Navata destra
Sulla porta secondaria, vi è un piccolo dipinto rappresentante la Trinità.
1. Nella prima cappella della navata di destra, detta dei Corbo, di cui si può ammirare lo stemma nobiliare rappresentante appunto il volatile, vi è posta la tavola dell'Annunciazione sempre dell'artista maddalonese Pompeo Landolfo del XVI sec. e una statua del Santo del nuovo millennio, Padre Pio da Pietrelcina.
2. Nella seconda cappella, quella della congregazione del Corpo di Cristo, è posta la copia della Madonna della Misericordia.
3. Nella successiva, della famiglia Lombardi, troviamo, invece, la copia della Deposizione. Tra i tanti personaggi che popolano il dipinto, è da notare un uomo col saio monacale, forse lo stesso Landolfo.